# Чемпионат России по современному пятиборью среди женщин 2022
XXX Чемпионат России по современному пятиборью среди женщин проходил в Москве с 24 по 29 мая июня 2022 года. В рамках Чемпионата России проходил II этап международных соревнований "Кубок имени Павла Леднева".
Соревнования прошли на базе «Северный». Медали разыгрывались в личном и командном первенстве. На старт вышла 40 спортсменок. Было проведено два полуфинала, по результатам которых 36 пятиборок вступили в борьбу за звание чемпионки России по современному пятиборью 2022 года.
На чемпионате спортсменки представляли 8 регионов и городов России.
Главный судья соревнований — судья всероссийской категории Карташов Алексей Михайлович. Главный секретарь — судья всероссийской категории Кротова Любовь Юрьевна.
Одновременно в рамках чемпионата России проводился II этап Кубка памяти Павла Леднева, в котором выступали спортсменки Беларуси. Победительница первого этапа Кубка Павла Леднёва чемпионка мира 2019 года Ольга Силкина, заняв седьмое место в плавании и выиграв фехтование, перед верховой ездой возглавила турнирную таблицу, набрав 531 очко. Перед верховой ездой Светлана Лебедева уступала ей всего 6 очков, дальше расположились еще одна белорусская пятиборка Екатерина Сукора (508 баллов), и москвички Яна Соловьёва (506) и Аделина Ибатуллина (503).
Когда в конкуре оставалась выехать только двум лидерам, Лебедевой и Силкиной пошел дождь. Россиянка и белоруска сумели справиться с лошадьми и с трассой, получив только по 7 штрафных очков.
Перед последним видом программы лазер-раном спортсменки расположились в следующем порядке:
1. Силкина (Беларусь) - 824 очка.
2. Лебедева - 818
3. Соловьёва - 806

3 Ибатуллина - 803
3 Сукора (Беларусь) - 801
3 Анна Буряк - 794
В лазер-ране Силкина финишировала первой с отрывом. Борьбу за второе место и титул чемпионки России выиграла стартовавшая в комбинированном виде только 12-й София Козлова. «Серебро» чемпионата страны получила Анна Буряк, бронзу Анастасия Чистяковой.

### Личный зачет. Победитель и призёры
Золотую медаль и звание чемпионки страны в личном первенстве завоевала пятиборка из Москвы София Козлова, которая повторила свой успех 2015 года, тогда она выступала под фамилией Серкина. серебро у москвички Анны Буряк, бронзовую медаль получила Чистякова Анастасия (Московская область), чемпионка России 2021 года.
| Дисциплина        | Золото                        | Серебро                    | Бронза                                          |
| Личное первенство | София Козлова · Москва · 1358 | Анна Буряк · Москва · 1354 | Анастасия Чистякова · Московская область · 1351 |

## Чемпионат России. Командный зачёт

### Победитель и призёры
| Дисциплина           | Золото                                                     | Серебро                                                                                     | Бронза                                                                      |
| Командное первенство | Москва · Буряк Анна · Козлова София · Соловьева Яна · 4058 | Московская область · Анастасия Чистякова · Губайдуллина Гульназ · Галухина Екатерина · 3387 | Санкт-Петербург · Мария Хамппу · Петрова Анастасия · Утина Екатерина · 2836 |

### Результаты
В командном первенстве полноценными составами выступали 8 команд. 
| Место | Команда               | Имя, Фамилия                                                               | Сумма очков |
| ----- | --------------------- | -------------------------------------------------------------------------- | ----------- |
| 1     | Москва                | Буряк Анна Козлова София Соловьева Яна Санева Ксения                       | 4058        |
| 2     | Московская область    | Чистякова Анастасия Губайдуллина гульназ Галухина Екатерина Епифанова Анна | 3387        |
| 3     | Санкт-Петербург       | Мария Хамппу Петрова Анастасия Утина Екатерина Волкова Ульяна              | 2836        |
| 4     | Нижегородская область | Хохлова Анна Баршенцева Полина Валерия Крохина Кормилицына Мария           | 2827        |
| 5     | Ростовская область    | Бойченко Сарра Зеленюк Анна                                                | 1784        |
| 6     | Башкортостан          | Ахмадулина Александра                                                      | 956         |
| 7     | Смоленская область    | Александрова Полина                                                        | 860         |
| 8     | Челябинская область   | Баранова Анастасия                                                         | 790         |